# 1859 års geomagnetiska storm

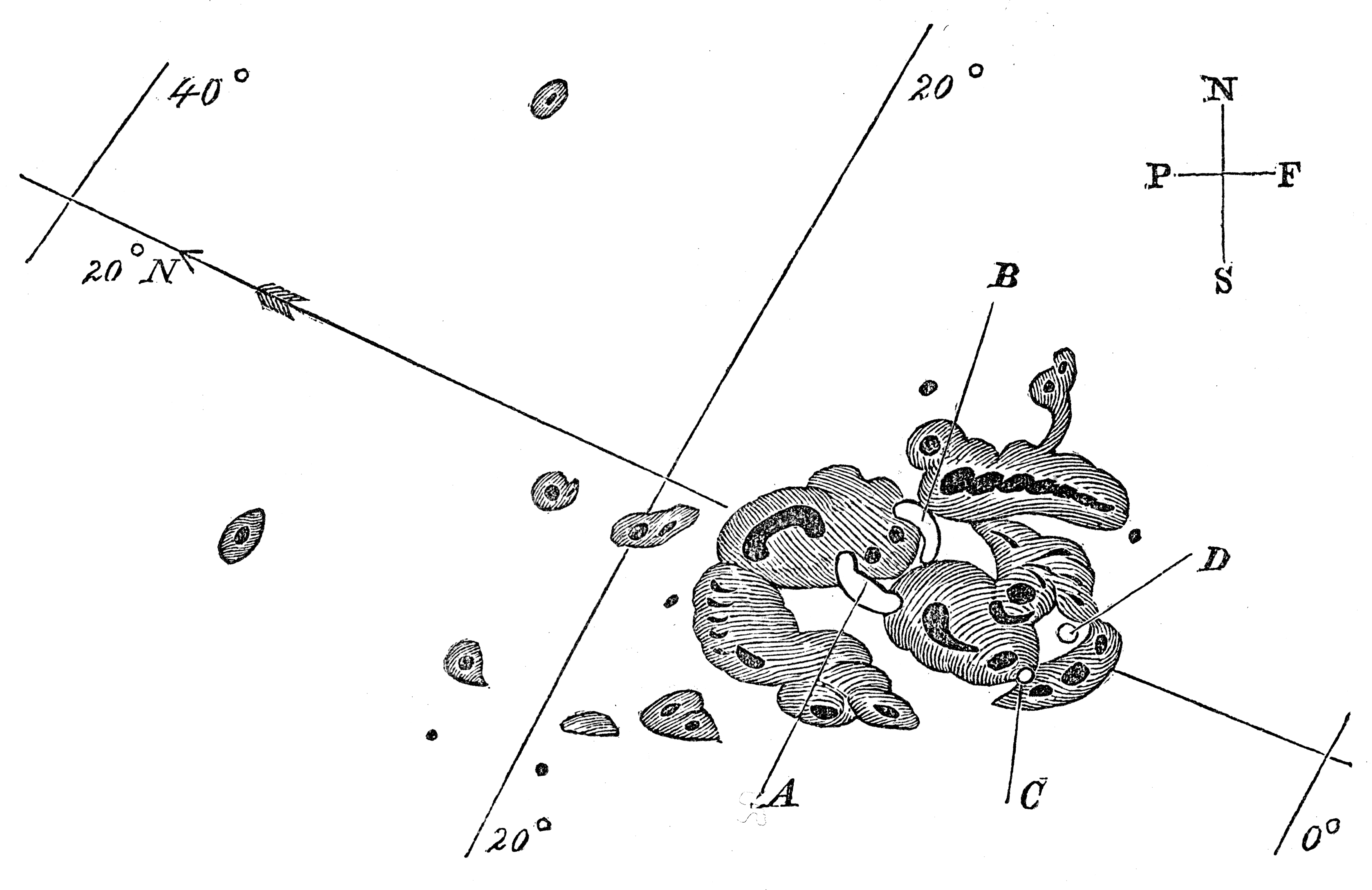
Solfläckar 1 september 1859, skissat av Richard Carrington. A och B markerar de betydande platser där en intensiv ljusutveckling ägde rum och som under loppet av 5 minuter drog sig till C och D och försvann.

1859 års geomagnetiska storm, också känd som Supersolstormen 1859, 
eller Carrington Event, var en stark geomagnetisk storm år 1859 under solfläckscykel 10. En solfackla och/eller koronamassutkastning producerade en solstorm som kolliderade med jordens magnetfält och inducerade den största geomagnetiska solstorm som någonsin observerats.

## Carringtons solutbrott
Från 28 augusti till 2 september 1859 observerades talrika solfläckar och solutbrott på solen. Precis före middagen 1 september observerade den brittiska astronomen Richard Carrington den största solfackla som någonsin observerats, och som följdes av ett större solutbrott som med riktning mot jorden slungades iväg med rasande fart. 17 timmar senare drabbade stormen jorden. En sådan resa tar normalt 3–4 dagar. 
Den 1 september 1859 gjorde Carrington och Richard Hodgson, en annan engelsk amatörastronom, den första observationen av ett solutbrott. Eftersom solstormen observerades samtidigt i Kew Observatory och dokumenterades av Balfour Stewart kunde man dagen därpå observera en geomagnetisk storm som Carrington förmodade var en solterrestrisk förbindelse. Världen över dokumenterades effekterna av den geomagnetiska stormen 1859, och allt samlades och utgavs av Elias Loomis som stödde Carrington och Balfour Stewarts observationer.  
Den 1–2 september 1859 skedde den största dokumenterade geomagnetiska stormen någonsin. Norrsken syntes så långt söder ut som i Karibien och Rom, och norrskenen över Klippiga bergen var såpass starka att gruvarbetare började tillaga frukost, eftersom de trodde det var morgon. Folk som råkade vara vakna i nordöstra USA kunde läsa tidningen mitt i natten på grund av det otroligt starka norrskenet.
Telegrafsystem överallt i Europa och Nordamerika slutade att fungera, och i vissa fall fick telegrafisterna en stöt. Telegrafkablarna började att skicka ut gnistor och pappren till telegrafen började brinna spontant. Trots detta så fortsatte vissa telegrafister att skicka samt mottaga meddelande trots att deras strömförsörjning var avstängd.
Flera tidningar runtom i USA och Europa rapporterade om det starka norrskenet och skrev att ljuset var starkare än fullmånen om natten. 
I juni 2013 beräknade analytiker från Lloyd's of London och Atmospheric and Environmental Research att skulle någonting liknande ske idag, skulle det kosta den nordamerikanska ekonomin 0,6–2,6 biljoner dollar. Denna siffra inkluderar dock inte den resterande delen av världen, vilket innebär att den totala skadan på världsekonomin vore ännu större.